# Västra Ekesjön
Västra Ekesjön är en sjö i Olofströms kommun i Blekinge och ingår i Skräbeåns huvudavrinningsområde.